# 臺灣美國事務委員會
臺灣美國事務委員會，簡稱臺美會或臺美事務委員會，是中華民國專責處理美國相關事務之政府單位，原名「北美事務協調委員會」（北協），於1979年3月1日成立，為行政院所屬機關，由外交部指揮監督。1979年1月1日中華民國與美國斷交後，美方依據《台灣關係法》成立美國在台協會（AIT），行政院即設置此對等機構。2019年5月更為現名，6月揭牌並正式啟用。

## 歷史

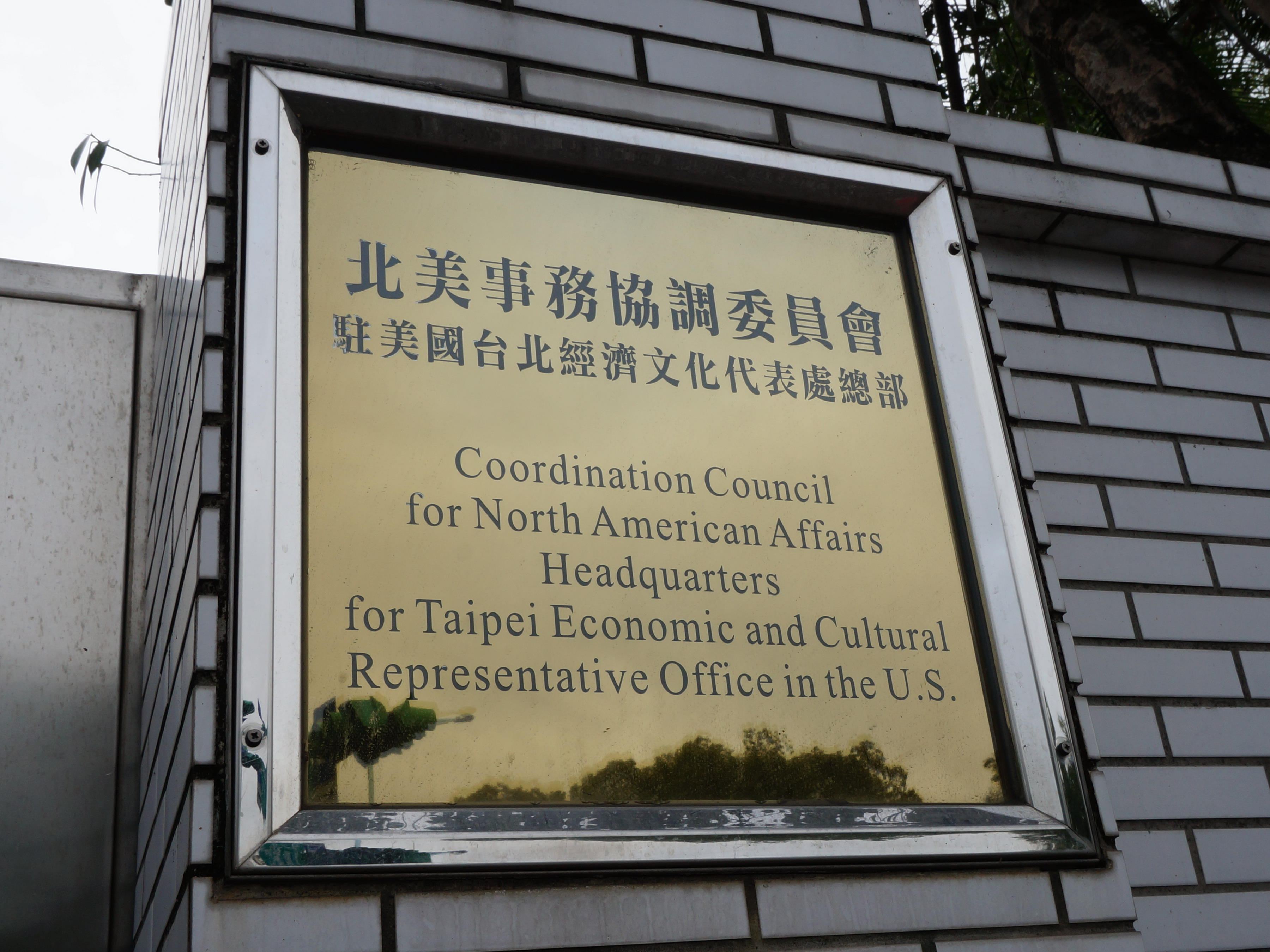
台灣美國事務委員會前稱「北美事務協調委員會」，2019年2月17日攝

1979年3月1日，成立「北美事務協調委員會」（Coordination Council for North American Affairs，簡稱CCNAA），當時雖直屬於行政院，但實際由外交部掌管，其美方對口單位為美國在台協會華盛頓本部。
1994年9月7日，美國政府公布涉台相關新政策；1994年10月10日，外交部將「北美事務協調委員會駐美國辦事處」正式更名為「駐美國臺北經濟文化代表處」，駐亞特蘭大等十二個辦事處亦更名為「駐（地名）台北經濟文化辦事處」，同時正式將北協的中英文名稱加註「駐美國台北經濟文化代表處總部」（CCNAA, Headquarters for Taipei Economic and Cultural Representative Office in the U.S.）、簡稱為TECRO（Headquarters），而北協本身的名稱仍維持不變。
2012年9月3日，外交部相關部門組織調整。
2019年5月25日，《台灣關係法》施行40週年之際，北協更名為「臺灣美國事務委員會」，後於6月6日正式揭牌。

## 歷任首長

### 北美事務協調委員會時期
| 姓 名    | 上任日期      | 離任日期       | 備註                                                                 |
| -------- | ------------- | -------------- | -------------------------------------------------------------------- |
| 蔡維屏   | 1979年3月     | 1981年4月      | 曾任驻紐西兰大使、外交部常務次長、驻沙烏地阿拉伯大使                 |
| 胡世勳   | 1981年4月     | 1991年5月      | 曾任驻巴拉圭大使                                                     |
| 關鏞     | 1991年5月     | 1994年3月      | 曾任驻賴索托大使、外交部常務次長、駐南非大使、驻沙烏地阿拉伯大使     |
| 劉達人   | 1994年3月     | 2000年5月      |                                                                      |
| 王飛     | 2000年5月20日 | 2002年7月23日  | 曾任駐史瓦濟蘭大使、駐南非大使、駐智利代表、駐哥斯大黎加大使等要職。 |
| 吳子丹   | 2002年7月23日 | 2003年9月5日   |                                                                      |
| 歐陽瑞雄 | 2003年9月5日  | 2003年12月15日 |                                                                      |
| 林芳玫   | 2004年5月20日 | 2006年7月31日  |                                                                      |
| 林俊義   | 2007年8月17日 | 2008年5月20日  |                                                                      |
| 朱文祥   | 2008年5月20日 | 2009年5月12日  | 代理                                                                 |
| 邵玉銘   | 2009年5月13日 | 2012年5月20日  |                                                                      |
| 李大維   | 2012年5月20日 | 2015年1月1日   | 前任駐美大使                                                         |
| 張小月   | 2015年1月1日  | 2016年5月20日  | 前任駐英大使                                                         |
| 陶儀芬   | 2016年8月1日  | 2017年9月8日   | 國立臺灣大學政治學系教授 調任國安會諮詢委員辭職                      |
| 章文樑   | 2017年9月8日  | 2018年2月26日  | 本部政務次長代理                                                     |
| 林良蓉   | 2018年2月26日 | 2019年5月25日  | 經濟部經貿談判法律顧問 檢察官出身                                    |

### 臺灣美國事務委員會時期
| 姓 名  | 上任日期      | 離任日期      | 備註                                                                            |
| ------ | ------------- | ------------- | ------------------------------------------------------------------------------- |
| 林良蓉 | 2019年5月25日 | 2020年5月19日 | 經濟部經貿談判法律顧問 檢察官出身                                               |
| 楊珍妮 | 2020年5月20日 | 2024年5月19日 | 曾任經濟部國際貿易局局長，並兼任行政院經貿談判辦公室副總談判代表                |
| 顏慧欣 | 2024年5月20日 | 現任          | 原中華經濟研究院WTO及RTA中心資深副執行長,並兼任行政院經貿談判辦公室副總談判代表 |

## 組織
- 主任委員（特任）
  - 委員（二名，簡任第十二至十三職等）
  - 秘書長（簡任第十二職等）
    - 副秘書長（二名）
      - 組長（二名）
        - 專員（一名）
          - 組員（五名）
            - 助理員（一名）、書記（三名）

行政部門
- 業務組

1. 負責與美國在台協會台北辦事處經濟組、商務組、文化新聞組、農業組、安全合作組（原技術組）、聯絡事務組、研究計劃組及華語學校之協調聯繫，受理美方向台方政府機構提洽事項，並配合有關機關協調辦理。
2. 協調辦理台美雙方有關經貿、農業、科技、文教、智慧財產權與環保等方面之諮商會議，必要時並代表政府與美方簽署雙邊協議文件。
3. 負責與美國各州駐台經貿辦事處及美僑商會等機構之協調聯繫。

- 行政組

1. 負責與美國在台協會台北辦事處領事組、行政組及安全組之協調聯繫。
2. 協辦美駐台外交人員之身分證、免稅卡、特權、豁免及簽證事項。
3. 協辦中央部會官員因公務赴美簽證及國人赴美簽證申請疑義案件之協調。
4. 協助台美雙方法律文書送達案件。

## 外部連結
- 中華民國外交部 （页面存档备份，存于）
- 駐美國台北經濟文化代表處 （页面存档备份，存于）